# Археологія Осетії
Археологія Осетії — археологічні дослідження на території Північної й Південної Осетії, що проводяться з метою вивчення первісних суспільств.

## Старокам'яна доба
За Міндельського зледеніння льодовик покривав всю Осетинську рівнину до Сунженського хребта. За Рисського заледеніння льодовик доходив приблизно до сучасного міста Беслан. За Вюрмського заледеніння льодовик не виходив на рівнину, але мітився у межах Скелястого хребта.
Найдавніша стоянка людини на території Північної Осетії (близько 150 тисяч років тому) розташована біля хутора Попов, в 4 км на північний захід від Володикавказа, й належить до Ашельської культури, носіями якої були ранні неандертальці. На цій стоянці виявлені кам'яні заготовки, сколи, пластинки, ручні рубила.
Стоянки давньокам'яної доби виявлені у околицях Володикавказа й Цхінвалі, у селищ Карджин, Заманкул, Заронд-Батако, Пічиджин, Дзагіна, Морго, Цру та інших. Видатне наукове значення мають печерні поселення в Кударській ущелині, печера Містулагті-Лагат біля селища Кобан й високогірний печерний табір мисливців біля селища Цон.
Стоянки Мустьєрської культури (30-40 тис. років тому) виявлено у селищ Редант-1, поселень Карджин, Заманкул, Старий Батакоюрт.

## Середньокам'яна доба
Перехід від пізньо-давньокам'яної доби до середньокам'яної доби на Передкавказзі стався 12 тисяч років тому з остаточним відступом льодовика. Потепління клімату дозволило освоєння гірських районів Кавказа.
Закріплюючи кам'яні пластинки-вкладиші в дерев'яній або кістяний основі, люди навчилися виготовляти складені знаряддя. З кістки й рогу робили голки, шила, наконечники для копій. Винахід лука і стріл полегшило полювання на дрібних тварин й птахів. Господарство було привласнюючим: полювання, риболовля та збирання диких плодів.
З багатьох поселень середньокам'яної доби найкраще вивчені стоянки в гроті Саулагат в Куртатинський ущелині та біля селища Комарове під Моздоком. Тут виявлено безліч скребків, наконечників стріл, пластинок-вкладишів для складових знарядь.

## Новокам'яна доба
Перехід від середньокам'яної до новокам'яної доби на Передкавказзі стався біля 8 тисяч років тому. Кавказ став одним з раннім країв землеробства. За «неолітичної революції» розвинулося розведення одомашнених тварин; були винайдені ткацтво, прядіння, ліпка, випал гончарного посуду, лощіння, свердління каміння; гарно загострені сокири та інший інструмент дали поштовх використанню дерева у будівництві й побутових речей.
У Дигорський ущелині відкриті новокам'яні поселення, а також родовища кременю й майстерні, де з видобутого каменю виготовляли знаряддя праці. Іншу новокам'яні поселення виявлено у селищах Рустау, Калет, Нагутні й Цнеліс.

## Мідна доба
У IV тисячолітті до Р. Х. з'явилися вироби з міді, що не були достатньо твердими, щоб замінити камінні знаряддя.
Відомо кілька поселень цього часу в околицях Цхінвалі й Кобана. У них мешкали землероби й скотарі. Їх невеликі селища розташовувалися групами поблизу річок. Виявлено окремі мідні речі (цвяхи, сережки) серед кам'яних знарядь, прикрас й глиняного посуду.

## Бронзова доба
З винаходом бронзи починається бронзовий вік, що тривав III й II тисячоріччя до Р. Х. Бронза (сплав міді з оловом або іншими кольоровими металами) набагато твердіше й міцніше міді; з неї почали виготовляти знаряддя праці, зброю, прикраси.
За бронзової доби помітно прискорився розвиток суспільства. Вигідне географічне розташування на стику Східної Європи й Західної та Центральної Азії, гірничорудні багатства, високий рівень виробничого господарства перетворили Кавказ на один зі світових центрів бронзової металургії. Були встановилися торгові стосунки з племенами північних Надчорноморсько-надкаспійських степів й державами Близького Сходу. Кавказьку бронза у вигляді сировини або готових виробів розвозили по всій Південно-Східній Європі.
За бронзової доби почалося розшарування суспільства: у родах й племенах виділяється жерці й військові вожді.
Бронзова доба поділяється на 3 етапи: ранню, середню та пізню бронзу.

### Рання бронзова доба
За ранньої бронзи на території Осетії мешкали племена куро-аракської, майкопської й давньоямної культури.
Бронзу отримували, сплавляючи мідь з сурмою й миш'яком.

#### Куро-аракська культура
Носіями куро-аракської культури були осілі скотарські й землеробські племена були поширені на Центральний й Північно-Східний Кавказ, Закавказзя, частину Ірану, Туреччини, Сирії та Ізраїлю.
Для оранки користувалися примітивною сохою, в яку впрягали волів. Сіяли пшеницю й ячмінь, врожай прибирали за допомогою вигнутих серпів з крем'яними пластинками-вкладишами. Зерно мололи на кам'яних зернотерках. Розвиток відгонного скотарства й освоєння літніх альпійських пасовищ призвели до заселення гірських районів. Повний цикл металургійного виробництва — від видобутку мідної руди до виготовлення бронзових знарядь праці, зброї та прикрас. Значних успіхів досягло гончарство й ткацтво (вовна, льон простого плетіння). Кераміка відрізнялася досконалістю ручної ліпки й різноманітністю форм. Посуд прикрашали рельєфним орнаментом.
Селища розташовано на природних височинах, з будинками з каменю або сирцевої цегли. Для пересування використовували дерев'яні вози.

#### Майкопська культура
Племена майкопської культури були сучасниками племенам куро-аракської культури; сформувалися за участю східноєвропейських й близькосхідних племен. Майкопці ніколи не мешкали у горах й займали землі Передкавказької рівнини.
Господарством культури було переважно скотарство й у меньшому ступені землеробство; висока майстерність майкопських ремісників у виготовленні бронзових виробів (сокири, ножі, деталі кінські вуздечки, фігурки тварин, котли з листової бронзи); тонкостінний керамічний посуд округлої або яйцеподібної форми; залишки вовняних й лляних тканин.
Майкопські поселення розташовані у важкодоступних місцях, іноді огородженні кам'яними стінами. Є припущення, що майкопцям була відома верхова їзда.

#### Давньоямна культура
Північніше майкопців, у степу мешкали племена давньоямної культури, що були скотарями й хліборобами. Цю культуру відрізняють гостродонний посуд й шпильки, схожі на молоточки.

### Середня бронзова доба
Середня бронзова доба тривала від кінця ІІІ до середини ІІ-го тисячоріччя до Р. Х. за якої в Осетії були поширені племена північнокавказької й катакомбної культур.
Бронзу отримували домішуваючи до міді олово. Вироби з бронзи стали міцнішими й різноманітнішими. До кінця III тисячоліття до Р. Х. майстри перейшли від переважно кування бронзових виробів до виливання у підготовлених формах формах. Успіхи металургії поліпшили хліборобство й ремісництво та розширили торгівлю з сусідніми племенами.

#### Північнокавказька культура
Племена культури пасли дрібну й велику рогату худобу; сіяли ячмінь й пшеницю; тримали коней для верхової їзди; кераміка й бронзові речі були прикрашені шнуровим візерунком; глиняний посуд відрізнявся округлою сплощенної форми.

#### Катакомбна культура
Катакомбці змінили давньоямників степу. Вони займались скотарством, легко пересувалися по степу на дерев'яних возах з масивними цільними колесами; у поховання виявлені характерні глиняні курильниці для пахощів.

### Пізня бронзова доба
За пізньої бронзи у Північній Осетії та у суміжних країнах Передкавказзя існувала кобанська культура.
У степу катакомбна культура була витіснена племенами зрубної культури пізньої бронзової доби.

#### Зрубна культура
Зрубна культура відрізнялася зрубами у могилах.
За ранньої залізної доби зрубну культуру змінила скіфська культура.
Більшість дослідників вважають степові племена давньоямної, катакомбної й зрубної культур різними хвилями давніх індоєвропейців.

#### Кобанська культура
У 1869 році в селищі Уаллаг-Кобан на землях тагаурського алдара Хабоша Канукова були виявлені бронзові високомистецькі вироби з розмитих могил: зброя й прикраси із стародавніх могил.
Кобанська культура пізньої бронзи й раннього заліза названа за місцевістю перших знахідок. Кобанці займали гірські ущелини й передгірні долини Центрального Кавказу по обидва боки від Головного хребта.

##### Періодизація кобанської культури
Культура поділяється на 4 етапи: чотири етапи:
- XIV—XIII сторіччя до Р. Х. — ранній період, коли на основі досягнень бронзової доби Кавказу, Південно-Східної Європи й Передньої Азії формувалася нова самобутня кобанська культура;
- XII—X сторіччя до Р. Х. — період розквіту кобанської культури, коли вона придбала свої класичні форми;
- IX—VII сторіччя до Р. Х. — період переходу від бронзової до залізної доби; початок активного спілкування кобанців зі скіфами;
- VI—IV сторіччя до Р. Х. — пізньокобанський період; відбувалося тісне співробітництво й змішання кобанців зі скіфами.

##### Походження культури
Ім'я носіїв кобанської культури не відомі. Також не виявлено пряме етнічне й культурне насліддя для будь-якої відомої кавказької мовної групи. Основна сучасна теорія, що говорить про місцеве походження Кобанської культури (О. П. Смирнов, Є. І. Крупнов, В. Л. Янін та інші). Ймовірно, що основою кобанської спільноти є місцеві носії передгірних й гірських культур середньо-бронзової доби (2500—1900 роки до Р. Х.). В цілому дослідники, що дотримуються цієї теорії, відносять формування предків кобанських племен до періоду зародження Кавкасіонського антропологічного типу європеоїдної раси — тобто бронзової доби на Кавказі.
Попередня — північнокавказька культура, наступна — сарматська культура та, ймовірно, деякі інші місцеві культури сарматської доби.

###### Інші гіпотези походження
О. П. Смирнов вважав, що кобанці, як у культурному, так й в етнічному плані, були близькі населенню гірського Криму, яке у свою чергу було нащадками кімерійців. Кімерійці здійснювали через Кавказ військові походи з українського степу до Малої Азії.
М. М. Іващенко стверджував: "головним носієм так званої "кобанської «бронзової культури були колхи». Проте, на думку ряду дослідників племена кобанської культури були нахомовні.
На початку XX сторіччя, на підставі лише зовнішньої схожості кобанських ілюстрацій з речами гальштатської культури Наддунав'я, Г. Вільке й М. Герпес, пояснили досягнення бронзи Кавказу масовим переселенням дунайських племен металургів. Тільки у 1935 році А. А. Іессену у спеціальній роботі, присвяченій історії металургії міді на Кавказі, вдалося показати повну безпідставність теорії «дунайських» запозиченні.
Мова кобанців невідома, проте є припущення, що вона могла бути індоєвропейською. На Кавказі імена найбільших гірських вершин й річок, як і саме слово «Кавказ», пояснюються з індоєвропейських мов.

##### Скіфський вплив
Значний культурно-господарський вплив на кобанців справили скіфи. У 700—500 роках до Р. Х. племена скіфської й скіфоподібної культури посунулися на Передкавказзя, вступили у контакт з місцевим населенням й сформували поліетнічну аристократію (ймовірно, більшість північнокавказьких курганних поховань того періоду належали подібній шляхті). За історичними джерелами відомо, що через Кавказ (у тому числі через землі кобанців) скіфи здійснювали свої військові походи до Малої Азії. Ці фактори припускають участь скіфів у етногенезі пізніх кобанських племен. Сліди скіфської культури на Передкавказзі зникають у 600—400 роках до Р. Х., що, ймовірно, свідчить про повну асиміляцію кочових скіфів місцевими осілими племенами меотської й кобанської культур. Навпроти, в українських степах культура нескіфських народів зберігає скіфський вигляд до 300 року до Р. Х..
Значний культурно-господарський вплив на кобанців справили скіфи. У 700—500 роках до Р. Х. племена скіфської й скіфоїдної культури посунулися на Передкавказзя, вступили у контакт з місцевим населенням й сформували поліетнічну аристократію (ймовірно, більшість північнокавказьких курганних поховань того періоду належали подібній шляхті). Ймовірно, що цьому часу належать найменування найбільших Кавказьких гірських вершин й річок, як й саме слово «Кавказ», пояснюються з індоєвропейських мов.
За історичними джерелами відомо, що через Кавказ (у тому числі через землі кобанців) скіфи здійснювали свої військові походи до Малої Азії. Ці фактори припускають участь скіфів у етногенезі пізніх кобанських племен. Сліди скіфської культури на Передкавказзі зникають у 600—400 роках до Р. Х., що, ймовірно, свідчить про повну асиміляцію кочових скіфів місцевими осілими племенами меотської й кобанської культур. Навпроти, в українських степах культура нескіфських народів зберігає скіфський вигляд до 300 року до Р. Х..
Військові маршрути скіфів пролягали Передкавказзям й Закавказзям. Вторгнення кінних загонів кочовиків до Передньої Азії відбувалося Чорноморським узбережжя, через перевали Великого Кавказу та понад Каспійським морем. Скіфи освоїли закавказьку сторону Кавказького хребта, де за даними археології, їх зона постійної присутності була на північ від річки Кура й на захід від Арагві. З початком походів скіфських походів до Передньої Азії (VII ст. до Р. Х.), вони осідали серед носіїв кобанської культури. Скіфи встановили контроль над перевальними шляхами, якими користувалися влітку. Кобанські металурги-зброяри супроводжували скіфів у їх передньоазійських походах, що підтверджують археологічні знахідки кобанської культури у південних районах Закавказзя й у Передній Азії.
Тісна взаємодії скіфів й кобанців, принаймні на рівні аристократії підтверджує інвентар піздньокобанських могильників, де поєднуються традиційні кобанські й скіфські риси. Серед кобанських мистецьких виробів є зображення скіфів: кінний та піший скіфські воїни на бронзовому поясі з Тліїського могильника й глиняні фігурки бородатих скіфів в типових гострих шапках. До V ст. до Р. Х. скіфські елементи у кобанській культурі стають настільки численними, що вона стає скіфоїдною культурою.
Завдяки культурним зв'язкам скіфів з народами Передньої Азії й Кавказу склалися самобутні риси скіфської класичної культури, в тому числі «звіриний стиль» скіфського мистецтва.

##### «Кобанські» племена
За кобанської доби на початку I тисячоріччя до Р. Х. на зміну родовій громаді прийшла територіально-громадська (сусідська) громада.
Дослідники вважають, що кобанці поділялися на 3 великих племінні союзи, що відповідають 3-ом варіантам кобанської культури, що розрізняють археологи:
- центральний племінний союз (він займав нинішню територію Осетії),
- західний племінний союз,
- східний племінний союз.

На чолі племен і союзів, особливо в скіфський час, стояла військова аристократія — прошарок професійних воїнів на чолі з вождями.

##### Зовнішні стосунки кобанців
Знахідки кобанських речей вказують на торгові стосунки окрім сусідніх кавказьких народів, також з племенами Криму, Північного Причорномор'я, Передньої Азії, й навіть з високорозвиненими центрами бронзової металургії — Луристанським (Західний Іран) та Карпато-Дунайським (Австрія, Богемія, Баварія).
На останньому етапі кобанці перебували під сильним впливом скіфської культури. Скіфи користувалися кавказьким проходом у Закавказзя для своїх походів у Малу Азії.

##### Кобанське житло
Селища кобанців розташовувалися на пагорбах, або високих берегах річок, на відрогах гір біля виходу з ущелин або в гірських долинах. Іноді поселення захищали валом й ровом, але частіше ніяких укріплень не було. Квартали, житлових будинків, господарських будівель, ремісничих майстерень й святилищ, поділялися вузькими, мощеними бруківкою вулицями. Будинки будували з каменю, або на кам'яній основі зводили турлучні стіни (плетений каркас, що обмазаний глиною). Всередині будинків влаштовували відкриті кам'яні вогнища для приготування їжі та обігріву. Підлоги в приміщеннях посипали глиною або клали з плоских кам'яних плит. Двосхилі дахи спиралися на дерев'яні стовпи.

##### Кобанське господарство
Основним заняттям населення було скотарство. Сам за кобанської культури склалася традиційна для Центрального Кавказу відгонно-пасовищна система, коли влітку худобу утримували на полонинах, а взимку переганяли на рівнину у місця з досить теплим кліматом. У горян переважали вівці, а у степовиків — велика рогата худоба. Крім овець та корів населення тримало буйволів й волів для упряжки, а на рівнині ще й тримали свиней та домашнього птаха. Важливе місце було у розведенні двох порід коней: верховим й ваговозам.
Орним землеробством займалися на рівнині й у гірських долинах. Орали дерев'яної сохою. Сіяли ячмінь, пшеницю, просо, жито, гречку. Для збору врожаю користувалися бронзовими, а у пізньокобанський період — залізними серпами. Молотили широкими дошками з вбитими в них кремінними стрижнями. Зібраний урожай зсипали в ями-сховища. Борошно мололи на кам'яних зернотерках.
Додатково кобанці збирали дикі плоди, полювали й рибалили. Полювали на благородного оленя, козулю, ведмедя, кабана, дику козу, вовка, лисицю, куницю, видру, на лісових й польових птахів. Сцени полювання часто за допомогою собак були зображені на мистецьких виробах. Рибалили на бронзові рибальські гачки, кам'яні грузила, а ще, можливо, загати, мережі та інші пристосування; ловили сома й червону рибу, севрюгу, сазана, форель.

##### Кобанське ремісництво
Було високо розвинуті виробництво металевих виробів, гончарстві, ткацтві, в обробці кістки й каменю. Тканини з вовни і льону мали грубе плетиво, їх ткали на верстаті. Одяг шили з тканини, шкіри й повсті бронзовими або кістяними голками.
Гончарі ліпили посуд на підставці, що обертається або користувалися гончарним кругом. Лощену поверхню кераміки часто прикрашав орнамент. Посуд різного розміру й призначення: горщики, глечики, великі корчаги, миски, кружки. Відомий фігурний посуд у формі маленького чобота.
Каменерізи виробляли для ремісників по металу тиглі, песто й ливарні форми, а для побуту — зернотерки, рибальські грузила, деталі молотильних дощок.
Ремісники-косторізи могли пом'якшувати кістки й роги, різали, стругали, шліфували, полірували, свердлили й художньо вирізали. З кістки й рогу виробляли знаряддя для • ткацтва, обробки шкіри та кераміки, гребінки для розчісування вовни, голки, прикраси.

##### Кобанська металургія
Кобанська бронза була високоякісною, бо містила достатню олова. Олово видобували в Осетії: ву верхів'ях річок Квіріли, Джоджори й Великий Ліахві. Бронзі масивні кільця, кинджали, або просто бронзові злитки слугували як грошові розрахунки.
На поселеннях виявлені майстерні металургів з плавильними печами, тиглями й ковшами для рідкого металу, ливарні формами й бронзовими заготовками виробів. Ремісники користувалися методами лиття у формах або за восковою моделлю, вибивання прикрас з бронзового листа по матриці, кування, карбування та різьблення. До наших часів збереглися безліч бронзових кобанських виробів: знаряддя праці (мотики, сокири, серпи, голки), зброя (бойові сокири, наконечники копій, кинджали, булави), прикраси (пояса і пряжки, шпильки, браслети, ніжні кільця, намиста, підвіски, фібули), литі фігурки людей й тварин. З листової бронзи кували посуд: великі й малі вази, миски, кружки, чаші, котли й черпаки.
Освоєння кобанцями металургії заліза 1000 років до Р. Х., що спочатку використовувалося для інкрустації бронзи й за пізньокобанського періоду справило поштовх для розвитку господарства та військової справи, коли вироби переважно виготовлялися з заліза.

##### Кобанська зброя
У кобанців існували військові княжі дружини, що за скіфської доби брали участь у відомих скіфських малоазійських походах. На кобанських могильниках виявлена численна зброя: кинджали, мечі, бойові сокири, луки, стріли, списи, дротики, булави й молоти. До захисного спорядження відносяться: широкі бронзові пояси, багатовиткові бойові браслети, бронзові шоломи, шкіряні панцири з бронзовими пластинами. Збруя для коней: на поясах зі відомого Тлійського могильника присутнє зображення бойових колісниць, але кінської упряжі від них не знайдено; добре збереглися деталі вуздечок, бляшки, підвіски, дзвіночки з спорядження верхових коней.

##### Кобанська релігія
Місцями сімейного поклоніння були жертовники поруч або всередині будинку. Жертовником був глинобитний майданчик розміром менше 1 м2, що зрідка обгороджували камінням, та іноді поруч споруджували вогнище. На жертовниках виявлено кістки тварин, мініатюрні глиняні моделі посудин, коліс від возів, кухлик для лиття бронзи, а також статуетки людей й тварин.
На найважкодоступному для ворога місці у кожному поселенні споруджували селищний храм. Існували племінні святилища всіх нащадків й союзів кобанських племен. Одне з племінних капіщ, було виявлено у Дигорській ущелині, біля селища Махчеськ. Там була виявлена гранітна плита із зображенням лабіринту — космічного символу руху сонця й людського життя. Ймовірно, що на попередньому місці племінного кобанського капіща стоїть цейський Реком — одне з найвідоміших осетинських поганських капищ.
Релігійне значення мали кобанські амулети, навершя палиць, руків'я кинджалів з об'ємними зображеннями тварин, фігурки людей й звірів. Особливо численні фігурки барана або баранячої голови. У багатьох арійських народів образ барана пов'язано з поняттям «фарна» — благодаті, добробуту й миру. Існують також припущення про поклонінні кобанців богам сонця, родючості, полювання та духам предків.

##### Кобанське мистецтво
Уобанські бронзові вироби майже всі були мистецькими творами: вкриті візерунком й малюнками сокири, кинджали зі скульптурними руків'ям, пряжки й паски з гравірованими зображеннями. Жіночі й чоловічі прикраси кобанців зберігаються у кращих музеях світу.
Поширений візерунок кобанських ремісників — геометричний, особливо часто з різних видів свастики. Використовували методи гравіювання й інкрустації. Крім фантастичних звірів, на малюнках зображені коні, олені, собаки, птахи, риби й змії. Литі фігурки зображують птахів, баранів, биків, коней, собак. Ймовірно, що сцени з людьми й тваринами на бронзових поясах присвячені героям епосу кобанців.
Жіноче вбрання налічувало безліч ювелірних виробів: голову прикрашали віночком або шпилькою, скроневими підвісками, нашивними бляшками, намистом, бісером й навісками різної форми; на шиї носили обручі-гривни, намиста з сердолікових бус; на руках і ногах браслети; одяг скріплювали застібками-фібулами. Чоловічих прикрас менше за жіночі: бронзові шнури, бляшки, скроневі кільця, браслети.

Традиції кобансько-скіфського мистецтва продовжили за скіфо-савроматської доби. Мистецька спадщина кобанської культури добре простежується в культурі середньовічної Аланії та у сучасному осетинському прикладному мистецтві.

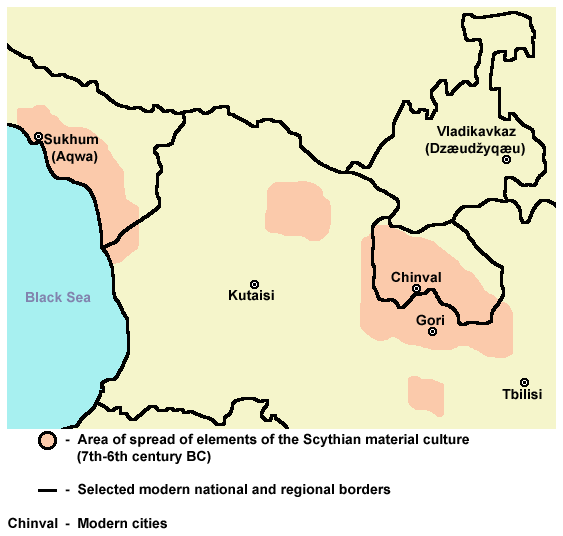

## Залізна доба

### Рання залізна доба
За ранньої залізної доби у Північній Осетії зберігається кобанська культура (існувала до 300 року до Р. Х.).
У степу зрубна культура змінюється на скіфську. Скіфи (саки) прийшли з Заволжжя й опанували степи Передкавказзя до Озівського моря й Дону відкинувши кімерійців (носії катакомбної культури) у Західну Грузію. У 7 сторіччі до Р. Х. вони розпочинають свої військові походи у Передню Азію. Для походів використовували чорноморське узбережжя, Кавказькі перевали й каспійське узбережжя. Через перевали походи здійснювалися влітку. Скіфами було підкорене усе Закавказзя, звідки прочурхали до Малої Азії кімерійців й створили Скіфське царство (Ішкуза) з центром в Азербайджані, що проіснувало там майже сторіччя. Кобанська еліта зрослася зі скіфською. Можливо назви головних гір й річок Кавказа мають індоєвропейське походження саме з цих часів. Риси пізньо-кобанської культури стали скіфоїдними. Присутні зображення скіфів у кобанському мистецтві (Тліїський могильник). Класичні риси скіфської культури з мистецьким «звіриним стилем» склалося саме за період співпраці скіфів з народом кобанської культури часів їх передньоазійських походів. Мідійське царство спромоглося відновити сили й протурити скіфів з Закавказзя. Після чого скіфи повернули свою експансію на запад за Дон в українські степи.

## Джерело
- М. М. Блиев, Р. С. Бзаров, История Осетии с древнейших времен до конца XIX века [Архівовано 3 березня 2019 у Wayback Machine.], Владикавказ: Ир, 2000. — 354 с. — ISBN 5-7534-0671-8